# Міссі Франклін
Міссі Франклін  (англ. Missy Franklin, 10 травня 1995) — американська плавчиня, п'ятиразова олімпійська чемпіонка.

## Виступи на Олімпіадах
| Олімпіада   | Дисципліна                                          | Місце |
| ----------- | --------------------------------------------------- | ----- |
| Лондон 2012 | плавання на 100 метрів вільним стилем               | 5     |
| Лондон 2012 | плавання на 200 метрів вільним стилем               | 4     |
| Лондон 2012 | естафета 4 × 100 вільним стилем                     | 3     |
| Лондон 2012 | естафета 4 × 200 вільним стилем                     | 1     |
| Лондон 2012 | плавання на 100 метрів на спині                     | 1     |
| Лондон 2012 | плавання на 200 метрів на спині                     | 1     |
| Лондон 2012 | комплексна естафета 4 × 100                         | 1     |
| Ріо 2016    | естафета 4 × 200 вільним стилем (попередні запливи) | 1     |

## Зовнішні посилання
- Досьє на sport.references.com [Архівовано 7 грудня 2012 у Wayback Machine.]